# Halling-lès-Boulay
Pour les articles homonymes, voir Halling.
Halling-lès-Boulay est une ancienne commune française du département de la Moselle en région Grand Est. Elle est associée à la commune de Boulay-Moselle depuis 1973.

## Toponymie
- D'un nom de personne germanique Hallo suivi du suffixe -ing(en)[1].
- Agilinga (752)[2], Hellingen (XVe siècle), Helange (1582), Hallingen (1594), Alling (XVIIIe siècle)[3], Haling (1793), Halling (1801), Halling-lès-Boulay-Moselle (1931),  Halling-lès-Boulay (1957)[4].
- Hallingen en allemand[3]. Halling et Haléngen en francique lorrain.

## Histoire
Le 1er janvier 1973, la commune d'Halling-lès-Boulay est rattachée à celle de Boulay-Moselle sous le régime de la fusion-association.

## Administration
| Période                                  | Période   | Identité        | Étiquette | Qualité |
| ---------------------------------------- | --------- | --------------- | --------- | ------- |
| mars 2001                                | mars 2008 | René Weisse     |           |         |
| mars 2008                                |           | Jacqueline Paul |           |         |
| Les données manquantes sont à compléter. |           |                 |           |         |

## Démographie
| 1793 | 1800 | 1806 | 1821 | 1836 | 1841 | 1861 | 1866 | 1872 |
| ---- | ---- | ---- | ---- | ---- | ---- | ---- | ---- | ---- |
| 256  | 70   | 96   | 78   | 95   | 103  | 102  | 102  | 97   |

| 1876 | 1881 | 1886 | 1891 | 1896 | 1901 | 1906 | 1911 | 1921 |
| ---- | ---- | ---- | ---- | ---- | ---- | ---- | ---- | ---- |
| 94   | 97   | 89   | 86   | 78   | 68   | 70   | 75   | 57   |

| 1926 | 1931 | 1936 | 1946 | 1954 | 1962 | 1968 | - | - |
| ---- | ---- | ---- | ---- | ---- | ---- | ---- | - | - |
| 56   | 51   | 59   | 48   | 50   | 39   | 45   | - | - |

## Lieux et monuments
- Église de la Bienheureuse Vierge Marie.